# Carlo Foà
Carlo Foà (Modena, 21 luglio 1880 – Milano, 12 settembre 1971) è stato un fisiologo, patologo ed endocrinologo italiano.

## Biografia
Figlio dell'illustre anatomo-patologo Pio Foà, studiò Medicina all'Università degli Studi di Torino, dove fu allievo dell'istologo Giulio Bizzozero e del fisiologo Angelo Mosso. Laureatosi nel  1903 a Torino, si perfezionò all'estero: dapprima alla Sorbona, sotto la guida di Albert Dastre, successivamente a Lipsia col futuro premio Nobel Wilhelm Ostwald. Ritornato in Italia, lavorò  con Mosso a Torino. In questa città fu iniziato in Massoneria l'11 novembre 1912 nella Loggia Italia nuova e divenne Maestro massone il 17 novembre 1913. Ottenne la nomina a professore di Fisiologia all'Università degli Studi di Messina nel 1914; fu successivamente professore nelle Università degli Studi di Parma (1918), Padova (1922) e infine a Milano (1924).
Carlo Foà diede numerosi contributi sperimentali in vari settori, soprattutto nell'ambito della fisiologia (soprattutto di neuroregolazione della respirazione e dell'apparato circolatorio) e dell'endocrinologia (soprattutto di ghiandole sessuali e di epifisi). Ottenne molti riconoscimenti: fra gli altri il Premio Aldini per alcuni studi di neurofisiologia (1911), il "Premio Elia von Cyon" per le sue ricerche sull'epifisi, il premio reale dell'Accademia Nazionale dei Lincei (1929). Fu designato dalla Facoltà di medicina a rappresentarla nei consigli direttivi del "Centro di genetica umana" e della "Fondazione Mario Donati", e divenne presidente di entrambe le istituzioni. L'Accademia Nazionale dei Lincei lo accolse come socio corrispondente nel 1922 e socio nazionale nel 1932. Nel 1935 fu anche direttore della rivista di divulgazione scientifica Sapere.
Di famiglia ebraica, nel 1938, a causa delle leggi razziali fasciste, Carlo Foà fu costretto a lasciare l'Italia, rifugiandosi a San Paolo del Brasile, dove insegnò Anatomia patologica nell'Universidade de São Paulo. Suo figlio Piero Foà, anch'egli medico, trovò invece accoglienza negli Stati Uniti dove si sarebbe poi svolta tutta la sua carriera come primario al Sinai Hospital di Detroit e professore a Wayne State University.
Nel 1945 Carlo Foà, tornato in Italia, riottenne la vecchia cattedra di Fisiologia umana a Milano. Nello stesso anno fu reintegrato all'Accademia Nazionale dei Lincei da cui era decaduto nel 1937 in seguito alle leggi razziali; tuttavia il 4 gennaio 1946 la commissione di epurazione, presieduta da Benedetto Croce, lo dichiarò decaduto dall'Accademia assieme ad altri due grandi scienziati israeliti, i fisiologi Mario Camis e Tullio Terni, a causa del sostegno loro dato al regime fascista nel corso del Ventennio.
Carlo Foà proseguì la sua attività di insegnamento e di ricerca a Milano negli anni '50 e '60 come presidente nazionale della Società italiana di biologia sperimentale (1950-53) e Presidente della Accademia medica lombarda (1956-62), della quale fu poi nominato presidente onorario.

## Scritti in volume (scelta)
- Carlo Foà, Lezioni di fisiologia umana (3 voll.: 1: Fisiologia dei muscoli, 2: Respirazione, 3: Sistema nervoso periferico), Padova: La Linotipo, 1922-24; II edizione: 2 voll.: 1: Sangue, circolazione e linfa, respirazione, 2: Digestione, sistema nervoso periferico centrale ed autonomo, fisiologia dei muscoli), Padova: CEDAM, 1935-36
- Carlo Foà ed Enoch Peserico, Le vie del riflesso neurogalvanico. Ricerche, Venezia, Ferrari, 1923
- Carlo Foà e Nicola Pende, La fisiologia e la clinica degli increti, Milano 1927 (con N. Pende)
- Carlo Foà, La medicina. In: Donato Donati, Filippo Carli (a cura di), L'Europa nel secolo XIX, Padova: Antonio Milani, 1932